# Bernardyni

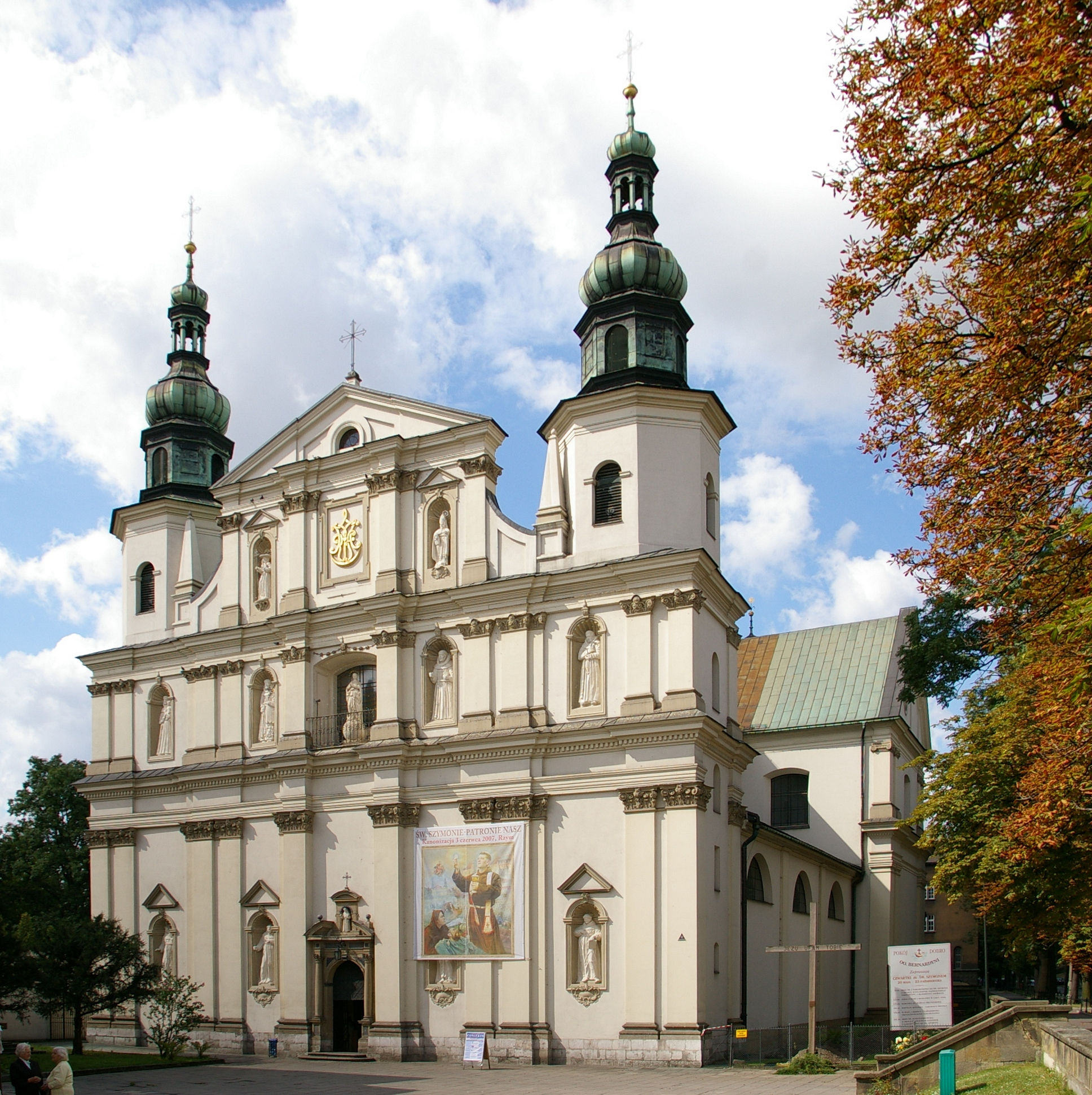
Pierwszy klasztor Prowincji – kościół św. Bernardyna w Krakowie

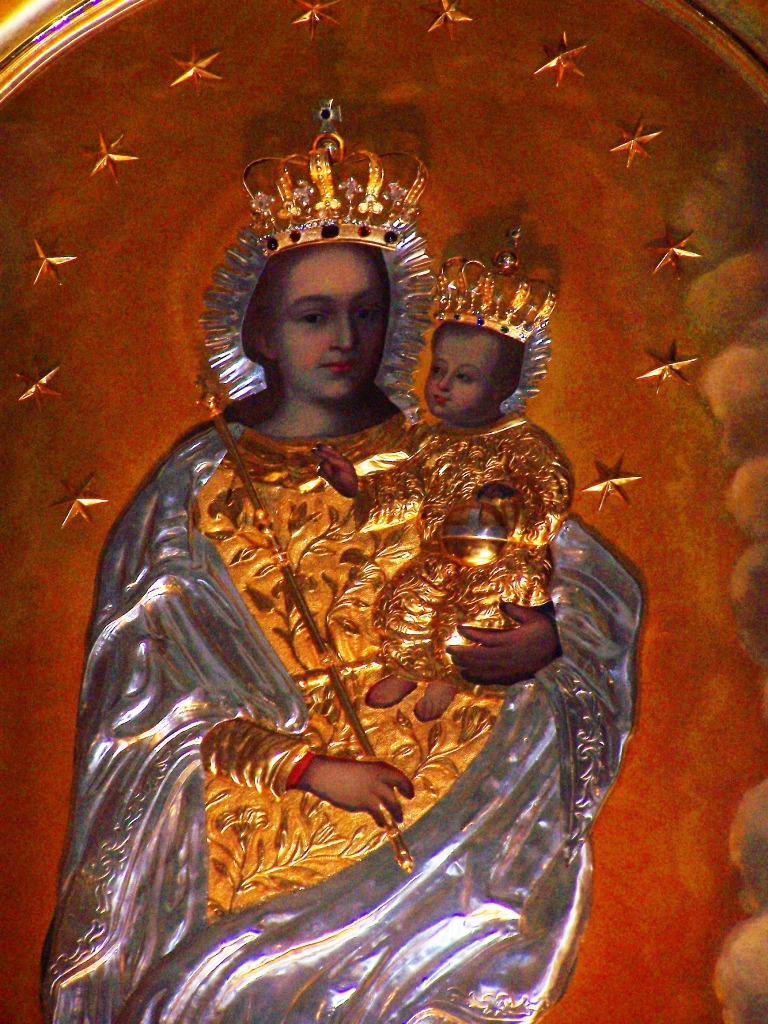
Cudowny Obraz Matki Bożej Pocieszenia w kościele OO. Bernardynów Przeworsku

Bernardyni – zwyczajowa nazwa Prowincji Niepokalanego Poczęcia Najświętszej Maryi Panny Zakonu Braci Mniejszych w Polsce. Źródłem tej nazwy zwyczajowej jest wezwanie pierwszego klasztoru: św. Bernardyna ze Sieny w Krakowie. W tym znaczeniu jest ona rozumiana na terenach Polski wchodzących w latach 1454–1795 w skład I Rzeczypospolitej, czyli w Polsce, na Litwie, Ukrainie, Łotwie i Białorusi.
Poza Polską nazwa „bernardyni” jest odnoszona często do cystersów lub kongregacji sióstr cystersek z Esquermes. Źródłem tej nazwy jest imię św. Bernarda z Clairvaux – jednego z pierwszych cystersów.

## Historia

### XV w.
Początki bernardynów wiążą się z postacią św. Jana Kapistrana, który jesienią 1453 r. zawitał w Krakowie. Kapistran – przedstawiciel radykalnej gałęzi franciszkanów zwanej obserwantami (gałąź cismontańska) – nie dążył do przejmowania i reformowania dotychczas istniejących klasztorów (owych franciszkanów zwano konwentualnymi), lecz do utworzenia oddzielnej siatki klasztorów obserwanckich. Kilkumiesięczna działalność kaznodziejska Kapistrana wywarła wielki wpływ na życie religijne Krakowa, przede wszystkim zaś zaowocowała założeniem klasztoru pw. św. Bernardyna ze Sieny. Łączna liczba nowych adeptów życia franciszkańskiego wynosiła ok. 100 braci, w dużej mierze profesorów i studentów Akademii Krakowskiej. Kard. Zbigniew Oleśnicki grunt na locum nowej wspólnoty wyznaczył na Stradomiu, u stóp wzgórza wawelskiego.
Istnienie dwóch wspólnot franciszkańskich spowodowało nadanie im nazw zwyczajowych przez mieszkańców Krakowa. W miejsce dotychczasowej: bracia (jej śladem jest ul. Bracka), zaczęto używać nazw zaczerpniętych od patronów świątyń: bracia od św. Franciszka, i bracia od św. Bernardyna, skrócone następnie do: franciszkanie i bernardyni. Relacje między tymi dwoma gałęziami franciszkanów były poprawne a przypadki przejścia braci – sporadyczne (patrz: Jan z Dukli).
Bernardyni rozwijali się bardzo szybko. Początkowo stanowili część obserwanckiej wikarii austriacko-czesko-polskiej, z której w 1464 r. wydzielono komisariat, przekształcony trzy lata później w wikarię. W wyniku podziału Zakonu na oddzielne wspólnoty konwentualnych i obserwantów w 1517 r. wikaria polska została przemianowana na prowincję z wezwaniem Bogurodzicy Dziewicy Maryi. Liczyła wówczas 27 klasztorów z ok. 800 zakonnikami. Kwitło życie naukowe; studia teologiczne istniały w klasztorach w Krakowie, Lwowie, Poznaniu i Wilnie. Należy wymienić tu: Jana z Komorowa – historyka, Antoniego z Radomska (zm. 1487), Jana ze Stopnicy (zm. 1518) i Anzelma Polaka (zm. 1520) – autora pierwszego polskiego opisu Ziemi Świętej. Głównym polem działania było jednak duszpasterstwo prowadzone we własnych kościołach. Jego znaczenie uwydatnia się wziąwszy pod uwagę fakt, iż w owym czasie większość duchownych potrafiła ledwo wyłożyć prawdy wiary. W świątyniach zaś bernardyńskich kaznodziejstwo stało na wysokim poziomie, prócz tego wprowadzano religijne pieśni w ojczystym języku (autorem wielu z nich był Władysław z Gielniowa), urządzano bogate nabożeństwa, procesje, szopki i jasełka. Prawie przy każdym z klasztorów istniały Trzeci Zakon i bractwa: św. Bernardyna, św. Anny i Niepokalanego Poczęcia NMP.
Charakterystycznym polem działalności bernardyńskiej były misje wśród prawosławnych na wschodnich rubieżach państwa polsko-litewskiego. Bernardyni uznawali ważność sakramentów u prawosławnych, wymagając jedynie wyznania wiary. Na tym tle powstał spór z mistrzami Akademii Krakowskiej, rozstrzygnięty w Rzymie na korzyść bernardynów.
W pierwszym 50-leciu istnienia źródła wymieniają ok. 30 braci zmarłych w opinii świętości. Spośród nich na ołtarze zostali wyniesieni: św. Jan z Dukli (zm. 1484), św. Szymon z Lipnicy (zm. 1482), bł. Władysław z Gielniowa (zm. 1505). Wciąż żywy jest kult Sługi Bożego Rafała z Proszowic (zm. 1534).

### XVI–XVIII w.
W okresie reformacji rozwój prowincji uległ zahamowaniu. Choć tylko trzech braci uległo „nowinkom”, do 1580 r. nie przyjęto żadnej nowej fundacji. Rozwinęła się wówczas działalność kaznodziejska skierowana na przeciwstawienie się reformacji oraz lepsze objaśnianie prawd wiary. Zapisali się tu szczególnie: Klemens z Radymna (zm. 1562), Fabian Orzeszkowski (zm. 1575) – którego kazania spowodowały podpalenie przez luteran klasztoru we Wschowie, Innocenty z Kościana (zm. 1542).
Epoka kontrreformacji spowodowała gwałtowny rozwój prowincji. W latach 1600–1628 przyjęto 33 nowe fundacje. Rozwijał się w nich kulty maryjny i pasyjny. Kalwarie istniały w: Kalwarii Zebrzydowskiej (pierwszy taki obiekt w Polsce), Górze Kalwarii i Cytowianach. Sanktuaria cierpiącego Chrystusa znajdowały się w: Alwerni, Tarnowie i Paradyżu. Propagowano „domki loretańskie”; najsłynniejszy z nich znajdował się na warszawskiej Pradze. O ok. 50 klasztorach bernardyńskich można mówić jako o sanktuariach. Pięć cudownych wizerunków maryjnych zostało ukoronowanych koronami papieskimi w XVIII w.: Sokal (1724), Wilno (1750 – ss. Bernardynki), Leżajsk (1752), Skępe (1755), Rzeszów (1763). Ostatnia jak do tej pory koronacja papieska miała miejsce w Kalwarii Zebrzydowskiej (1887) (w 2003 koronowano na prawie diecezjalnym obraz Matki Bożej w Piotrkowie Trybunalskim, a obecnie czynione są starania o koronację w Przeworsku). Równocześnie zmieniające się poglądy dotyczące ubóstwa zakonnego spowodowały zmiany w wyglądzie bernardyńskich świątyń. Wiele z nich nie odbiegało monumentalnością od kościołów katedralnych (Lwów, Leżajsk, Budsław).
W tym czasie zaczęły pojawiać się także tendencje reformistyczne w związku z mającym swe korzenie we Włoszech autonomicznym ruchem ściślejszej obserwancji zwanym reformatami. Do reformy bernardynów jednak nie doszło, a reformaci utworzyli oddzielne struktury. Jednak w wyniku tych zawirowań podzielono dotychczasową prowincję pw. Bogurodzicy Dziewicy. Ostateczny podział ustalił się w 1731 r. na cztery prowincje: małopolską (z dotychczasowym wezwaniem), wielkopolską (pw. Matki Bożej Anielskiej), ruską (pw. Niepokalanego Poczęcia NMP) i litewską (pw. św. Kazimierza). Na krótko przed rozbiorami te cztery prowincje bernardyńskie liczyły sobie 118 klasztorów i ok. 2300 braci.

### XIX–XX w.
Rozbiory przyniosły załamanie się życia zakonnego w Polsce. W zaborze pruskim do 1837 r. zostały skasowane wszystkie konwenty bernardynów. Podobnie było w zaborze rosyjskim, na ziemiach wcielonych do Rosji. Większą swobodą cieszyli się bernardyni w Królestwie Kongresowym, jednakże i tu w czasie powstania styczniowego klasztory zostały skasowane, a zakonnicy przeniesieni do konwentów etatowych w Kole, Zasławiu i Kretyndze. Do 1918 r. przetrwało w nich zaledwie 2 braci. Najlepsza sytuacja panowała w Galicji, gdzie – mimo obowiązującego józefinizmu, który podporządkowywał klasztory biskupom, a z zakonników czynił duszpasterzy parafialnych – ocalało 16 klasztorów.
Konsekwencją bulli „Felicitate quadam” z 1897 r., jednoczącej autonomiczne gałęzie Zakonu Braci Mniejszych było zjednoczenie galicyjskich prowincji reformatów i bernardynów. Nastąpiło to w 1899 r. Zjednoczona prowincja liczyła 23 klasztory i 323 braci. Unia była jednak zjawiskiem przejściowym. W nowej jednostce byli bernardyni stanowili większość, dominując w wyborach władz prowincji. W 1911 r. unia została zerwana.
Po odzyskaniu niepodległości nastąpił proces rewindykacji konwentów zaborów pruskiego i rosyjskiego. W momencie wybuchu II wojny światowej Prowincja Niepokalanego Poczęcia liczyła sobie 368 zakonników w 39 klasztorach. Siedzibą kurii prowincjalnej i domem studiów był klasztor św. Andrzeja we Lwowie. Bracia prowadzili wiele dzieł: 18 parafii, 2 szkoły, głosili misje ludowe i rekolekcje. Poza granicami kraju utrzymywali misję na Sachalinie.
II wojna światowa prócz ofiar w ludziach zabrała bernardynom połowę ich klasztorów. Wielu zakonników zostało zmuszonych do opuszczenia kraju. Kilku z nich założyło Polską Misję Katolicką w Argentynie w Martin Coronado, gdzie pozostają do dziś sprawując duszpasterską pieczę nad tamtejszą Polonią.
Po zakończeniu wojny na terenie radzieckiej Ukrainy działał Martynian Darzycki (zm. 2009). Jego działalność – wsparta przez zakonników z Polski – zaowocowała stworzeniem ukrytych struktur zakonu. Po upadku komunizmu bracia z Ukrainy utworzyli zależną od bernardynów wikarię, a następnie odrębną Prowincję św. Michała Archanioła (2004). Obecnie liczy ona 17 klasztorów i ok. 80 braci.

## Charyzmat
Charyzmat bernardyński wypływa w prostej linii z charyzmatu franciszkańskiego, stanowiąc jego odrośl w kulturze polskiej. Franciszek z Asyżu zalecał braciom dbać nie tylko o własne uświęcenie, ale też i o uświęcenie ludzi. Cechą charakterystyczną bernardynów stało się przebywanie i apostolstwo wśród prostego ludu poprzez kwestę, kaznodziejstwo, ale też i działalność kulturalną. Wystrój bernardyńskich świątyń, jak i sprawowane w nich nabożeństwa przyciągały wiernych swą plastycznością, odwoływały się do ich uczuć. Wiele z tych kościołów posiadało status sanktuarium. Ważnymi elementami oddziaływania na wiernych były również III Zakon i bractwa religijne.
Działalność artystyczna bernardynów również była ukierunkowana na apostolstwo. Należy wymienić tu bł. Władysława z Gielniowa, autora pierwszych pieśni religijnych w języku polskim, przede wszystkim napisanej na pół wieku przed „ojcem literatury polskiej” Mikołajem Rejem stylem akrostychicznym pieśni Jezusa Judasz przedał. Malarstwem zajmowali się: Franciszek Lekszycki, Benedykt Mazurkiewicz, Walenty Żebrowski, Franciszek z Sieradza. Nieznani z imienia są liczni bracia miniaturzyści oraz snycerze.
Obok kaznodziejów, poetów i malarzy należy wymienić prostych braci kwestarzy. Zbieranie jałmużn na potrzeby klasztoru stawało się dla nich okazją do prowadzenia działalności apostolskiej. Wielokrotnie byli też sportretowani w literaturze pięknej (u Mickiewicza, Rzewuskiego, Sienkiewicza, Chodźki).
W przedrozbiorowej Polsce bernardyni stanowili najliczniejszą i silnie związaną ze społeczeństwem wspólnotę zakonną. Nic dziwnego, że znaleźli również miejsce w największych dziełach polskiej kultury, czego wyrazem są postacie ks. Robaka z „Pana Tadeusza” czy ks. Piotra z „Dziadów”.

## Afiliowane zgromadzenia żeńskie
Z bernardynami związana jest kongregacja Sióstr Bernardynek, pierwsze polskie zgromadzenie zakonne, mające swe początki w półregularnych grupach tercjarek końca XV w. Obecnie istnieje 9 klasztorów tego zakonu.
Dziełem bł. Anastazego Pankiewicza jest Zgromadzenie Sióstr Antonianek od Chrystusa Króla Trzeciego Zakonu Regularnego św. Franciszka z Asyżu, powołane do istnienia w 1937 r.

## Święci
Bernardyni wydali licznych świętych: św. Jan z Dukli (zm. 1484), św. Szymon z Lipnicy (zm. 1482), bł. Władysław z Gielniowa (zm. 1505), męczennik Dachau bł. Anastazy Pankiewicz (zm. 1942). Wciąż żywy jest kult Sługi Bożego Rafała z Proszowic (zm. 1534), zwanego lokalnie błogosławionym. Świątobliwym życiem słynęli też: Jacek Filipiak (zm. 1912) oraz Hadrian Osmołowski (zm. 1921), którego proces beatyfikacyjny jest w toku.

## Obecna działalność
Obecnie prowincja bernardynów liczy ok. 300 braci, 27 placówek w Polsce i 8 poza granicami kraju (Argentyna, Austria, Botswana, Niemcy, Włochy). Kuria Prowincjalna mieści się w Kalwarii Zebrzydowskiej, dom nowicjacki przy bazylice Zwiastowania Najświętszej Maryi Panny w Leżajsku, postulat w Borkach Wielkich (Prowincja św. Jadwigi), natomiast Wyższe Seminarium Duchowne w klasztorze św. Bernardyna ze Sieny w Krakowie (I-III rok) oraz w klasztorze św. Franciszka w Kalwarii Zebrzydowskiej (IV-VI rok).

Klasztory Prowincji Niepokalanego Poczęcia NMP rozlokowane są na terenie południowo-wschodniej i środkowej Polski:
- Alwernia – sanktuarium „Ecce homo”
- Brody
- Częstochowa – siedziba Duszpasterstwa Młodzieżowo-Powołaniowego Prowincji
- Dukla – sanktuarium św. Jana z Dukli
  - Trzciana-Zawadka – parafia obsługiwana przez bernardynów z Dukli
- Hrubieszów – sanktuarium Matki Bożej Sokalskiej
- Jelna
- Kalwaria Zebrzydowska – sanktuarium pasyjno-maryjne
- Kalwaria Zebrzydowska – klasztor seminaryjny
- Koło – miejsce kultu św. Tekli
- Kraków – sanktuarium św. Szymona z Lipnicy
- Leżajsk – sanktuarium Matki Bożej Leżajskiej
- Lublin
- Łęczyca
- Łódź – Katolickie Gimnazjum i Liceum ogólnokształcące im. Anastazego Pankiewicza
- Opatów
- Piotrków Trybunalski – sanktuarium Matki Bożej Piotrkowskiej
- Przeworsk – sanktuarium Matki Bożej Pocieszenia Przeworskiej
- Radecznica – sanktuarium św. Antoniego z Padwy
- Radom
- Rzeszów – sanktuarium Matki Bożej Rzeszowskiej
- Skępe – sanktuarium Matki Bożej Skępskiej
- Tarnów
- Warszawa – miejsce kultu świętego Bonifacego z Tarsu
- Warta – miejsce kultu Sługi Bożego Rafała z Proszowic
- Wetlina
- Zakopane
- Żurawiczki

Poza granicami kraju znajdują się klasztory:
- Martin Coronado (Argentyna) – siedziba Polskiej Misji Katolickiej w Argentynie
- Puerto Libertad (Argentyna)
- Kirchhain (Niemcy)
- Kamp-Bornhofen (Niemcy) – Sanktuarium Matki Bożej Bolesnej
- Sankt Pölten (Austria)
- Pietra Ligure (Włochy) – Sanktuarium Matki Bożej Wspomożenia Wiernych
- Capestrano (Włochy) – miejsce kultu św. Jana Kapistrana, założyciela Prowincji
- Mahalapye (Botswana) – Kanamo Pastoral Centre

Wielu braci prowadzi działalność poza klasztorami prowincji: w Kurii Generalnej Zakonu i w Antonianum, w Ziemi Świętej, w Niemczech oraz Belgii.

## Ministrowie prowincjalni
- Norbert Golichowski (1882-1885)
- Łukasz Dankiewicz (1885-1891)
- Apolinary Garguliński (1891-1895)
- Norbert Golichowski – jako wikariusz prowincji (1895-1897)
- Łukasz Dankiewicz (1897-1902)
- Daniel Magoński (1902-1911)
- Łukasz Dankiewicz (1911–1914)
- Sergiusz Michna (1914–1918)
- Sabin Figus (1918–1921)
- Benedykt Wiercioch (1921–1930)
- Cyprian Jurkiewicz (1930–1936 i 1939–1942)
- Metody Sikora (1936–1939)
- Bronisław Szepelak (1942–1951)
- Sylwester Niewiadomy (1951–1954)
- Augustyn Chadam (1954–1957)
- Eligiusz Smoliński (1957–1963)
- Wilhelm Wrona (1963–1969)
- Florentyn Piwosz (1969–1975)
- Apolinary Kwiatkowski (1975–1981)
- Franciszek Rydzak (1981–1987)
- Andrzej Pabin (1987–1993)
- Czesław Gniecki (1993–1999 i 2005–2011)
- Romuald Kośla (1999–2005)
- Jarosław Kania (2011–2017)
- Teofil Czarniak (2017-2023)
- Egidiusz Włodarczyk (od 2023)